# 約翰·勞埃德·史蒂芬斯
約翰·洛伊德·史蒂文斯（John Lloyd Stephens，1805年11月28日—1852年10月13日）是一位美國探險家、作家和外交官。約翰·洛伊德·史蒂文斯對於中美洲的馬雅文明重新發現以及巴拿馬鐵路的規劃影響甚大。

## 中美洲探險
約翰·洛伊德·史蒂文斯曾閱讀亞歷山大·馮·洪堡和胡安·加林多等作家和探險家對中美洲毀壞城市的早期記載。
1839年，美國總統马丁·范布伦委託約翰·洛伊德·史蒂文斯擔任中美洲特別大使，當時中美洲聯邦共和國政府在內戰中瓦解。後來，他將自己在中美洲見聞出版《中美洲、加帕斯和猶加坦發現之旅》。
史蒂文斯和建築師兼製圖員弗雷德里克·凱瑟伍德（Frederick Catherwood）首次登陸英屬洪都拉斯（現為伯利茲）時發現科潘遺址。他們花了兩個星期來繪製地圖。他們推測它一定是由一些目前被遺忘的人們建造的，因為他們無法想像它是馬雅人建造的。
他們繼續前往帕倫克、基里瓜和烏斯馬爾。他們於1840年5月11日到達帕倫克，並於6月初離開。他們記錄下銘文神廟、十字架神廟、太陽神廟等。
他們於1841年10月返回尤卡坦州，繼續調查瑪雅遺址。根據史蒂芬斯關於旅行的書，他們總共參觀了44個瑪雅遺址，例如瑪雅潘、烏斯馬爾、卡巴、拉納納、塞耶爾、奇琴伊察。在烏斯馬爾（Uxmal），他們記錄了總督府，女修道院四合院和魔術師金字塔。凱瑟伍德也畫了博隆琴（Bolonchén）的一口井的著名風景。
毫無疑問，凱瑟伍德的畫作和石版畫表明馬雅人是哥倫布抵達美洲前具有藝術和智力的民族。除了大型建築外，他們還製作了藝術精緻的作品，例如石雕和石膏雕塑，壁畫，彩繪陶器和淺浮雕。史蒂文斯和凱瑟伍德令人信服地指出馬雅人建造了古老的中美洲城市。
1843年，史蒂文斯出版《馬雅祕境》（Incidents of Travel in Yucatán），引發西方對馬雅文明的熱潮。

## 外部連結
- John Lloyd Stephens （页面存档备份，存于）, a biography.
- Guide to the John Lloyd Stephens （页面存档备份，存于） at The Bancroft Library
- Reed College website （页面存档备份，存于） including all the illustrations of Uxmal, Kabah, Sayil, and Labná in Stephens's 1841 Incidents of Travel in Central America and in Stephens and Catherwood's 1843 Incidents of Travel in Yucatán.
- John Lloyd Stephens的作品  - 古騰堡計劃
- 互联网档案馆中約翰·勞埃德·史蒂芬斯的作品或与之相关的作品
- 來自約翰·勞埃德·史蒂芬斯的LibriVox公共領域有聲讀物
- Works by John Lloyd Stephens （页面存档备份，存于） at Google Books